# Galerie Nová síň
Galerie Nová síň je moderní funkcionalistická výstavní síň v Praze 1, Voršilská 139/3, kterou roku 1934 financoval a postavil umělecký spolek Jednota umělců výtvarných.

## Historie budovy
Jednota umělců výtvarných, založená už roku 1895, neměla vlastní výstavní prostory ani spolkové místnosti. Od roku 1913 sídlila v domě U Vejvodů a spolu s ostatními uměleckými spolky k výstavám využívala sály Obecního domu. Spolek shromažďoval prostředky na stavbu vlastní budovy, ale ty nepostačovaly na zakoupení pozemku v centru města. Možnost získat pozemek se naskytla až roku 1933, kdy byla uzavřena smlouva s řádem sv. Voršily o pronájmu nevyužívané parcely v Ostrovní ulici. Plány na stavbu moderní budovy se dvěma výstavními sály s proskleným zastřešením a přirozeným horním světlem, kancelářemi, spolkovou místností a příslušenstvím zhotovil člen JUV architekt Jaroslav Rössler, žák Jana Kotěry, stavbu provedl arch. Fr. Strnad, rovněž člen JUV. Volba místa byla významná i ze symbolického hlediska, protože se nachází v bezprostřední blízkosti Národního divadla. Autoři výzdoby Národního divadla Josef Václav Myslbek, František Ženíšek, Václav Brožík, Vojtěch Hynais, Mikoláš Aleš, a Jindřich Bubeníček byli zakládajícími členy spolku.
Stavba byla zahájena koncem května 1934, a ještě v září téhož roku zkolaudována. Původní velmi omezený rozpočet byl dodržen a spolku nevznikl žádný dluh. Zahájení první výstavy předcházela slavnostní členská schůze v nové klubovně JUV dne 9. října, kterou uváděl předseda Oldřich Blažíček a zúčastnil se jí předseda Akademie věd a umění J. B. Foerster. Další společenské událostí spojené s otevřením nového domu JUV navštívili novináři, ministr školství a osvěty Jan Krčmář, čestný předseda JUV Alfons Mucha, primátor Karel Baxa. Na slavnostním večeru v sále Autoklubu účinkovali členové opery Národního divadla. V předvečer státního svátku 27. října byla výstavní síň slavnostně otevřena jubilejní 70. členskou výstavou JUV.

## Historie výstav

### 1934–1948
Soupis výstav JUV uvádí:

### 1948–1970
V 50. letech byla činnost všech spolků utlumena nebo zakázána, výstavní síň převzal státem řízený podnik Dílo. Přesto se zde uskutečnily výstavy několika významných umělců: 

Skupina M 57, Milan Grygar, Alois Vitík, Julie Winterová-Mezerová, Mary Duras, Ladislav Čepelák, Jiří Corvin, Miloslav Chlupáč, František Tichý.
K uvolnění došlo až v polovině 60. let, kdy se Nová síň stala jednou z nejprestižnějších výstavních galerií. Jako přelomová je vnímána Výstava D na jaře roku 1964, kde prezentovali svá díla Jiří Balcar, Vladimír Boudník, Josef Istler, Čestmír Janošek, Jan Koblasa, Mikuláš Medek, Karel Nepraš, Robert Piesen, Zbyněk Sekal, Jiří Valenta, Aleš Veselý.
Následovaly výstavy:
Tvůrčí skupina Máj, Tvůrčí skupina UB 12, Jiří Schmidt, Mikuláš Medek, Josef Jíra, Andrej Bělocvětov, Alois Vitík, Jiří John, Jan Smetana, Vladimír Janoušek, Stanislav Kolíbal, Stanislav Hanzík, František Ronovský, Karel Trinkewitz, Václav Boštík, Vojtěch Preissig, Josef Klimeš, Ladislav Zívr, Oldřich Smutný, Jiří Sopko, Jaroslav Paur, Skupina 42, Eva Švankmajerová, Zdeněk Palcr, Miloš Ševčík, Jiří Seifert.

### 1970–1989
Po okupaci Československa Novou síň opět ovládl normalizační SČVU a výstavy, které zde probíhaly, měly často jednoznačné politické zabarvení:
K výročí osvobození Československa Sovětskou armádou, K Mezinárodnímu roku ženy, K výročí založení Mezinárodního svazu studentstva, K 30. výročí Vítězného února, Vyznání životu a míru. Jen zřídka se podařilo prosadit autorské výstavy významných výtvarníků: Theodor Pištěk (1978), Josef Jíra (1979), František Ronovský (1980), Čestmír Kafka (1989). V 70. a 80. letech měl v budově sídlo Klub přátel výtvarného umění.

### 1990–2014
Po roce 1989 slouží Nová síň opět výstavám členů JUV a jejich hostů.
Součástí výstavního programu se staly autorské výstavy významných českých malířů:
Zaostalí, Stanislav Podhrázský, Zdeněk Sýkora, Jiří Sozanský, Jiří Sopko, Pavel Nešleha, Josef Hampl, Bedřich Dlouhý, Otakar Slavík, Ivan Ouhel, Petr Pavlík, Zdenek Hůla, Adriena Šimotová, Zbyšek Sion, Miroslav Štolfa
a konceptuálních projektů vytvořených přímo pro prostory Nové síně:
Joska Skalník, Adéla Matasová, Ivan Kafka, Ivana Hejduková
Galerie pravidelně vystavuje sochařská díla:
Aleš Veselý, Vojtěch Adamec, Václav Frydecký, Jiří Kačer, Marius Kotrba, Michal Blažek, Jasan Zoubek, Antonín Kašpar
keramiku:
Jindřiška Radová, Jiří Laštovička, Eva Slavíková, Tomáš Proll
umělecké sklo:
Zdeněk Lhotský, Eliška Rožátová, František Vízner, Oldřich Plíva, Marián Karel, Aleš Vašíček, Ján Zoričák, Eva Fišerová
dává prostor mladší generaci výtvarníků:
Jan Pištěk, Jiří David, Petr Kvíčala, Vladimír Kokolia, Xénia Hoffmeisterová, Petr Fiala, Jiří Mikeska
a zve hosty ze zahraničí:
Jiří Hilmar, Franta (František Mertl), Juraj Meliš, Kari Huhtamo, Mimmo Roselli, Tony Cragg, Gordon Matta-Clark, Jürgen Drescher, Philippe Ramette, Jacques Monory, Nancy Davidson, Larry Clark, H B Staub
Podrobný přehled výstav:

## Současnost
Dnes je Nová síň územně součástí kláštera a ve vlastnictví Komunity Římské unie řádu sv. Voršily v Praze. Výstavní činnost Galerie Nová síň zajišťuje pro soukromého provozovatele Tadeáš Sýkora. Nová síň je také místem předaukčních výstav přední české aukční síně PRAGUE AUCTIONS.